# 金巴爾·馬斯克
金巴爾·詹姆斯·馬斯克（英語：Kimbal James Musk，1972年9月20日—）是南非及加拿大裔的美国人，身兼餐馆老板、厨师和企业家，同時是特斯拉公司与SpaceX的董事会成员。

## 生平
金巴爾·馬斯克幼年與哥哥伊隆·馬斯克和妹妹托斯卡·馬斯克一同生活。他們的媽媽梅耶·馬斯克是一名在南非長大的加拿大人，任職模特兒兼營養師；爸爸埃羅爾·馬斯克則是一名南非機電工程師、飛行員、水手、顧問、祖母綠經銷商和房地產開發商，在蒂姆巴瓦蒂私人自然保護區亦擁有一間出租小屋的部分所有權。
中學畢業之後，金巴爾·馬斯克離開了南非豪登省北部的城市比勒陀利亞，到加拿大安大略省金斯顿與哥哥匯合，並且在女王大学供讀商科學位。在學期間曾經在豐業銀行兼職，至1995年畢業。
1995年，金巴爾·馬斯克与哥哥伊隆·馬斯克共同创立了软件公司Zip2，该公司于1999年被康柏以3.07亿美元收购。金巴爾·馬斯克还拥有The Kitchen Restaurant Group，该集团经营餐厅业务，于科罗拉多州、芝加哥和印第安纳波利斯设有店铺。他还是非牟利組織Big Green的联合创始人兼董事长，該機構在美国各地的校园内建造了数百个名为「学习花园」（Learning Gardens）的户外教室。金巴爾还是纽约布鲁克林的城市农业公司Square Roots的联合创始人兼董事长，该公司發展在室內水耕栽培和以气候控制的集装箱中种植食物。2013年到2019年间，金巴尔·马斯克担任奇波雷墨西哥燒烤的董事会成员。